# Følle
Følle ist ein Ortsteil des dänischen Ortes Rønde im südlichen Djursland.
Følle liegt zwischen Aarhus (22 Kilometer westlich) und Grenaa (32 Kilometer nordöstlich) am Djurslandmotorvejen. Es gehört kirchlich zur Bregnet Sogn, kommunal zur Syddjurs Kommune.  Im Jahre 2012 hatte Følle 257 Einwohner. Dies war auch das letzte Jahr, in dem die Statistiken in Dänemark für diesen Ort ausgewiesen wurden, der Ort wurde 2012 eingemeindet. Følle stellt somit heute den westlichen Teil von Rønde dar.

## Persönlichkeiten
- Ivar Peter Bagger Knudsen (1861–1920), dänischer Ingenieur, Erfinder und Direktor der Burmeister & Wain Werft.